# Lewis Henry Morgan
Lewis Henry Morgan (Rochester, 21 de novembro de 1818 – 17 de dezembro de 1881) foi um antropólogo evolucionista, etnólogo e escritor norte-americano. Considerado um dos fundadores da antropologia moderna, fez pesquisa de campo entre os iroqueses, de onde retirou material para sua reflexão sobre cultura e sociedade.
Também interessado na mudança social, ele foi um contemporâneo dos teóricos sociais europeus Karl Marx e Friedrich Engels, que foram influenciados pela leitura de seu trabalho sobre a estrutura social e a cultura material, a influência da tecnologia no progresso. Morgan é o único teórico social americano que é citado por tantos outros estudiosos, como Marx, Charles Darwin e Sigmund Freud. Morgan foi eleito para a Academia Nacional de Ciências, tendo sido presidente da Associação Americana para o Avanço da Ciência em 1880.

## Biografia
Morgan nasceu nos Estados Unidos em 1818, filho de um proprietário rural em Nova York, que foi eleito senador estadual. Ele cursou direito em 1842 e concluiu seu curso em 1842. Durante a faculdade, integrou uma organização de estudantes conhecida como Ordem do Nó Górdio, que se dedica principalmente aos estudos clássicos. Morgan sugeriu que a entidade fosse renomeada como Grande Ordem dos Iroqueses, em referência aos índios que habitavam as proximidades. Os homens pretendiam ressuscitar o espírito dos iroqueses. Eles tentaram aprender as línguas, assumiram nomes de origem indígenas e organizaram o grupo pelo padrão histórico das tribos iroquesas.
No final do ano de 1844, Morgan mudou-se para Rochester, onde abriu um escritório de advocacia. Nesse mesmo ano, durante uma visita a Albany, conheceu casualmente, numa livraria, um índio, filho de um chefe iroquês da tribo dos Seneca. Com seu novo conhecido atuando como intérprete, Morgan retornou nas duas noites seguintes, fazendo perguntas e anotando as respostas. Os nativos explicaram como a Confederação Iroquesa estava organizada, sua estrutura de tribos e clãs, e ensinaram palavras de sua língua.
Morgan e seus colegas fizeram visitas às reservas indígenas. Numa delas, em outubro de 1846, Morgan foi adotado como guerreiro Seneca do clã do Falcão, com a restrição de não poder acompanhar os rituais mais secretos. Pouco depois a Grande Ordem foi se dissolvendo, devido em grande parte ao fato de que seus "guerreiros" foram tendo que ganhar a vida e ocupar-se mais de outros negócios. Mas o interesse de Morgan continuou, e ele logo tornou-se inquestionavelmente o maior especialista americano nos Iroqueses, passando a escrever vários artigos.

## Pensamento

### Etnologia
Morgan estudou a cultura e a estrutura da sociedade iroquesa. Morgan tinha notado que eles usavam termos diferentes dos europeus para designar indivíduos por seus relacionamentos dentro da família extensa. Ele tinha a visão criativa para reconhecer que isso era significativo em termos de sua organização social. Ele definiu termos europeus como termos "descritivos" e os iroqueses (e nativos americanos) como "classificatórios", termos que continuam a ser usados como grandes divisões por antropólogos e etnógrafos.

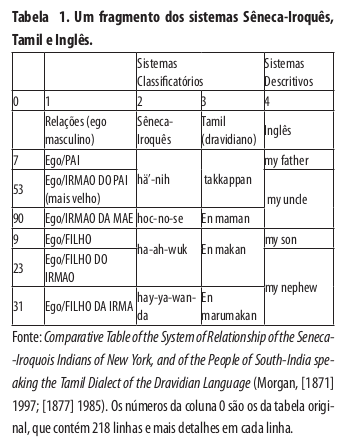
Diferença entre sistema descritivo e classificatório. Fonte: Revista USP

O resultado da pesquisa sobre parentesco foi publicado em 1871 no monumental Sistemas de consanguinidade e afinidade da família humana. Morgan chegou a conclusão de que havia apenas dois sistemas de terminologia de parentesco, fundamentalmente diferentes: um descritivo (do hemisfério sul, tropical e claramente não-europeu) e outro classificatório (da Europa e do noroeste asiático). As diferenças entre os dois sistemas, sugere Morgan, poderiam ser devidas ao resultado do desenvolvimento da propriedade. O livro tornou-se um marco nos estudos antropológicos.
Há um poderoso motivo que poderia, sob certas circunstâncias, levar à derrubada da forma classificatória e à sua substituição pela descritiva; ele surgiria, porém, após o surgimento da civilização. Trata-se da herança do patrimônio territorial (estates). Pode-se postular que o laço do parentesco, entre nações não civilizadas, é uma forte influência para a proteção mútua de pessoas relacionadas. Entre tribos nômades, especialmente, a respeitabilidade do indivíduo era avaliada, em grande medida, pelo número de seus parentes. Quanto mais amplo o círculo de parentes, maior a certeza de segurança, já que eles eram os guardiões naturais de seus direitos e os vingadores de suas ofensas. [Morgan, 1871]
Antes de Morgan, poucos haviam registrado com cuidado e de maneira extensa a terminologia de parentesco de outros povos. O tema do parentesco tornou-se, com seu livro, central na antropologia. E interessante observar que, oito décadas mais tarde, Lévi-Strauss dedicaria seu As estruturas elementares do parentesco (1949) à memória de Morgan.

### Teoria da Evolução Social
Adquirindo relevância plena depois da revolução da pesquisa de Charles Darwin, que apresentou um processo de mudanças nas espécies. Com isso, Morgan desenvolveu estudo comparativo das relações de parentesco (família) como uma janela para a compreensão de dinâmicas sociais maiores. Ele via as relações de parentesco como uma parte básica da sociedade. Combinado com um estudo de Greekfontes gregas e romanas clássicas, ele coroou seu trabalho com sua magnum opus Ancient Society (1877). Morgan elaborou sobre sua teoria da evolução social. Ele introduziu uma ligação crítica entre o progresso social e o progresso tecnológico. Ele enfatizou a centralidade das relações familiares e de propriedade. Ele traçou a interação entre a evolução da tecnologia, das relações familiares, das relações de propriedade, das estruturas sociais e sistemas de governança maiores e do desenvolvimento intelectual.
As evidências sugerem que ideias, paixões e aspirações se formam e se desenvolvem lentamente ao longo do tempo. Aquelas que se destacam podem ser vistas como expansões das ideias específicas às quais estão ligadas. Além das inovações e descobertas, estas ideias incluem:
1. Subsistência - A subsistência foi aumentada e aperfeiçoada por uma série de artes sucessivas, introduzidas no decorrer de longos intervalos de tempo e conectadas mais ou menos diretamente com invenções e descobertas.
2. Governo - A origem do governo pode ser encontrada na organização inicial das pessoas em um estado selvagem, e então progredir por meio de formas cada vez mais complexas até a criação da sociedade política.
3. Linguagem - A linguagem humana parece ter se desenvolvido a partir das formas de expressão mais primitivas e simples. A linguagem dos gestos ou sinais deve preceder a fala clara, assim como os pensamentos precedem a fala. O monossílabo precede a sílaba, assim como esta precede a palavra concreta.
4. Família - No caso da família, as etapas do seu desenvolvimento expressam-se nos sistemas de parentesco e afinidade e nos costumes matrimoniais, de modo que a história coletiva da família pode ser traçada com segurança através de diversas formas adotadas sucessivamente.
5. Religião - O desenvolvimento do pensamento religioso está rodeado de tantas dificuldades inerentes que poderá nunca receber uma explicação completamente satisfatória. A religião lida principalmente com a imaginação e uma natureza emocional e, portanto, com as incertezas do conhecimento, de modo que todas as religiões primitivas são grotescas e, até certo ponto, incompreensíveis.
6. Vida doméstica e arquitetura - A arquitetura da habitação, em relação à forma da casa e ao plano da vida doméstica, dá um relato bastante completo do progresso da barbárie à civilização. O seu desenvolvimento remonta às cabanas dos selvagens, passando pelas habitações comunais dos selvagens, até às casas das famílias nucleares das nações civilizadas, com todos os laços sucessivos que ligam um extremo ao outro.
7. Propriedade - A ideia de propriedade foi lentamente formada na mente humana, permanecendo em estado nascente e precário por imensos períodos de tempo. Surgindo durante a selvageria, requereu toda a experiência daquele período e da subsequente barbárie para desenvolver-se e preparar o cérebro humano para a aceitação de sua influência controladora.

#### Estágios da humanidade[4]
Lewis H. Morgan foi um dos teóricos da evolução unilinear, juntamente com Edward Burnett Tylor, Herbert Spencer e James George Frazer, essa corrente do evolucionismo social defendia que civilização humana passou por um processo único de evolução. Ele defendia que todos os agrupamentos dos homo sapiens estavam em algum patamar evolutivo, seus trabalhos são considerados por outros antropólogos como etnocentrismo.

##### Selvagem
Fase inferior de selvageria: Esse período começou com a infância da raça humana. A humanidade estava então vivendo em seu habitat original restrito, subsistindo com frutas e castanhas. O começo da fala articulada ocorre nesse período.
Fase intermediaria da selvageria: Começou com a aquisição de uma dieta de subsistência baseada em peixes e com um conhecimento do uso do fogo. Com essas habilidades a humanidade, espalhou-se, a partir de seu habitat original, por grande parte da superfície da terra. Entre tribos ainda existentes, encaixam-se no status intermediário de selvageria, por exemplo, os australianos e a maior parte dos polinésios, quando os europeus tomaram conhecimento de sua existência.
Fase superior de selvageria: Iniciou com a invenção do arco e flecha, que permitiu que os animais caçados se tornasse um alimento regular e a caça, uma ocupação normal e costumeira. O arco, a flecha e a cordão representam um instrumento complexo, cuja invenção presume faculdades mentais avançadas.

##### Barbárie
Fase inferior da barbárie: Quando se levam em conta todos os aspectos, a invenção ou prática da arte da cerâmica, os agrupamentos humanos começam a cobrir com argila cestos e vasos de madeira. A partir desse momento, os povos do oeste e do leste do globo começam a se diferenciar na próxima fase evolutiva.
Fase intermediaria da barbárie: No Leste, essa fase é iniciada com a domesticação de animais, como a lhama; No Oeste, com o cultivo de hortaliças por meio de irrigação.
Fase superior da barbárie: Começou com a manufatura de ferro. Isso põe no status superior, por exemplo, as tribos gregas da idade de Homero, as tribos italianas logo antes da fundação de Roma e as tribos germânicas do tempo de César.

##### Civilização
Segundo o antropólogo, começo com o uso do alfabeto fonético e a produção de registros literários, e se divide em Antigo e Moderno. Como um equivalente, pode-se admitir a escrita hieroglífica em pedra.

## Influência

### No marxismo:
Karl Marx começou a ler a Sociedade Antiga, assim começou a influência de Morgan sobre os pensadores europeus após a sua morte. Friedrich Engels também leu Morgan após sua morte. Embora Marx nunca tenha concluído o seu próprio trabalho baseado no trabalho de Morgan, Engels continuou a sua análise. Os escritos de Morgan sobre estrutura social e cultura material influenciaram fortemente a teoria sociológica do materialismo dialético de Engels (expressa em sua obra A Origem da Família, da Propriedade Privada e do Estado, 1884).

## Lista dos escritos de Morgan
Lewis Morgan escrevia continuamente, fossem cartas, artigos para serem lidos, ou artigos e livros publicados. Segue uma lista de suas principais obras. Algumas das cartas e artigos foram omitidas. Uma lista completa, tanto quanto se sabia, é apresentada por Lloyd na edição revisada de 1922 (póstuma) de The League ... . Especificamente omitidas estão 14 "Cartas sobre os Iroqueses" lidas perante a Nova Confederação, 1844–1846, e publicadas em The American Review: A Whig Journal em 1847 sob outro pseudônimo, Skenandoah; 31 artigos lidos perante O clube, 1854–1880; e várias resenhas de livros publicadas em The Nation.
| Data | Obra | Publicação |
| ---- | --- | --- |
| 1841 | "Ensaio sobre a História e o Gênio da Raça Grega"                                                                        | Não publicado |
| 1841 | "Ensaio sobre Geologia"                                                                                                  | Não publicado |
| 1842 | "Aristômenes, o Messênio"                                                                                                | The Knickerbocker, janeiro de 1843, pseudônimo Aquarius |
| 1843 | "Reflexões sobre Niágara"                                                                                                | The Knickerbocker, setembro de 1843, pseudônimo Aquarius |
| 1843 | "Mente ou instinto, uma investigação sobre a manifestação da mente pelas ordens inferiores de animais"                   | The Knickerbocker, novembro–dezembro de 1843, pseudônimo Aquarius |
| 1844 | "Visão de Kar-is-ta-gi-a, um sachem de Cayuga"                                                                           | The Knickerbocker, setembro de 1844, pseudônimo Aquarius |
| 1846 | "Um Ensaio sobre o Governo Constitucional das Seis Nações de Índios"                                                     | Não publicado, exceto lido para a Sociedade Histórica de Nova York. |
| 1851 | A Liga dos Ho-dé-no-sau-nee ou Iroqueses (edição posterior)                                                              | Publicado por Sage and Brothers, Rochester. |
| 1851 | Relatório aos Regentes da Universidade sobre os artigos fornecidos à coleção indiana                                     | Publicado no Terceiro Relatório Anual dos Regentes da Universidade sobre a Condição do Gabinete Estadual de História Natural e a Coleção Histórica e Antiquária anexa. |
| 1852 | "Difusão contra centralização"                                                                                           | Lido ao Ateneu e Associação de Mecânicos de Rochester e publicado por D.M. Dewey.                                                                                      |
| 1856 | "As Leis de Descendência dos Iroqueses"                                                                                  | Proceedings of the American Association for the Advancement of Science, Volume XI. Lido perante a sociedade.                                                           |
| 1859 | "O Método Indígena de Conferir e Alterar Nomes"                                                                          | Publicado em Proceedings of American Association for the Advancement of Science, Volume XIII.                                                                          |
| 1868 | O Castor Americano e suas Obras                                                                                          | Publicado por J.B. Lippincott and Company, Filadélfia. |
| 1868 | "Uma Solução Conjetural da Origem do Sistema Classificatório de Parentesco"                                              | Proceedings American Academy of Arts & Sciences, fevereiro, Volume VII.                                                                                                |
| 1868 | "Os Implementos de Pedra e Osso dos Arickarees"                                                                          | No 21º Relatório Anual sobre o Gabinete Estadual, Albany. |
| 1871 | Sistemas de Consanguinidade e Afinidade da Família Humana                                                                | Publicado pela Instituição Smithsonian. |
| 1872 | "Parentesco Australiano"                                                                                                 | Proceedings American Academy of Arts and Sciences, março, Volume VIII.                                                                                                 |
| 1876 | "O Jantar de Montezuma"                                                                                                  | North American Review, abril. |
| 1876 | "Casas dos Construtores de Montes"                                                                                       | North American Review, julho |
| 1877 | Sociedade Antiga | Publicado por Henry Holt and Company, Nova York. |
| 1880 | "Sobre as Ruínas de um Pueblo de Pedra no Rio Animas no Novo México, com uma planta baixa"                               | Publicado no 12º Relatório Anual, Museu Peabody de Arqueologia e Etnologia, Cambridge, MA.                                                                             |
| 1880 | "Objetivos de uma Expedição ao Novo México e América Central"                                                            | Artigo apresentado ao Instituto Arqueológico da América, Boston, em março.                                                                                             |
| 1880 | "Um Estudo das Casas dos Aborígenes Americanos, com um esquema de exploração das Ruínas no Novo México e outros lugares" | Publicado no 1º Relatório Anual do Instituto Arqueológico da América.                                                                                                  |
| 1881 | Casas e Vida Doméstica dos Aborígenes Americanos                                                                         | Em Contribuições para a Etnologia Norte-Americana, Volume IV, publicado pelo Serviço Geológico dos Estados Unidos.                                                     |